# حدأة حرفية الجناح
حدأة حرفية الجناح (الاسم العلمي: Elanus scriptus)، طائر جارح مُقتحم صغير ونادر من فصيلة البازية. لا يوجد إلا في أستراليا. يبلغ طوله حوالي 35 سم (14 بوصة)، والبالغ منها يصل طوله من 84 إلى 100 سم (33 - 39 بوصة) .